# Lê Chiêu Thống
 (octobre 2018).
Si vous disposez d'ouvrages ou d'articles de référence ou si vous connaissez des sites web de qualité traitant du thème abordé ici, merci de compléter l'article en donnant les références utiles à sa vérifiabilité et en les liant à la section « Notes et références ».
Lê Chiêu Thống (1765 - 1793), né sous le nom Lê Duy Khiêm ou Lê Duy Kỳ, est le dernier empereur du Đại Việt (ancêtre du Viêt Nam) de la dynastie Lê. Il règne de 1786 à 1789.

## Maire du palais
- Trịnh Bồng